# Coleocentrus borcei
Coleocentrus borcei là một loài tò vò trong họ Ichneumonidae.